# Szentlélek tér
A Szentlélek tér (1953–1990 közt Korvin Ottó tér) Budapest III. kerületében az Árpád híd budai lehajtója mellett fekszik. Területe mára szinte majdnem egybeolvadt Óbuda Fő terével.

## Története

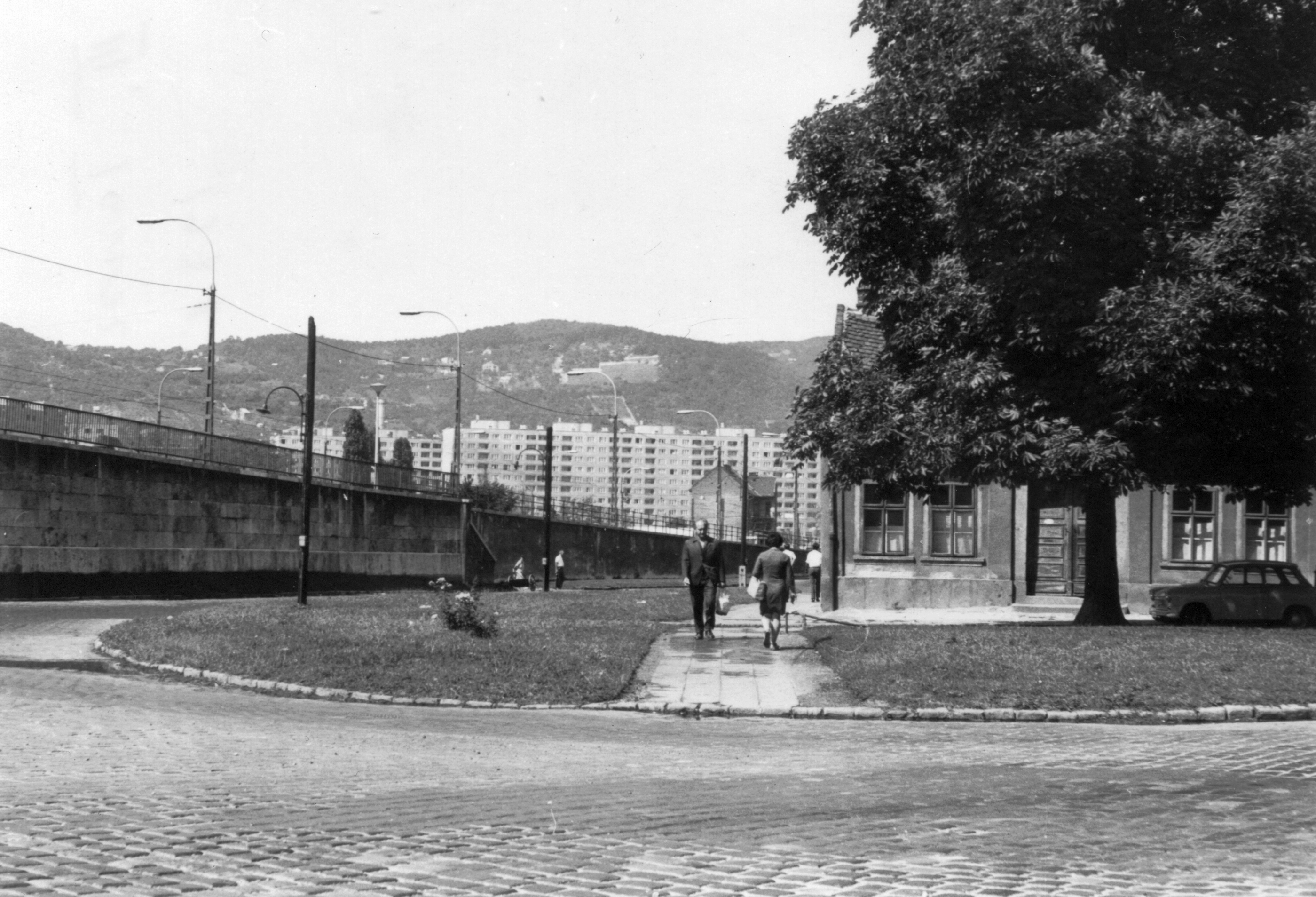
A tér 1972-ben a Flórián tér felé nézve

Az egykori Óbuda városának történelmi központja mellett elhelyezkedő téren az 1738-1739-es pestisjárvány áldozatainak emlékére és hasonló csapások elkerülésének kegyelméért 1740-ben Szentháromság-szobrot emeltek Segetha Tamás bíró, gróf Zichy Péterné és a helyi lakosság adományaiból. Nem sokkal később, az 1750-es években a Szentlélek tér északi oldalán épült fel az óbudai Zichy-kastély is. 
1939-1943 között, az Árpád híd építésének első szakaszában az addig tágasabb tér déli felét a híd óbudai felhajtója foglalta el. A Tavasz utca és a Serfőző utca a széles felhajtó szervízútjai lettek. A híd átadásának évében, 1950-ben elbontották az útban lévő Szentháromság-szobrot is, aminek darabjait a Kiscelli Múzeumban helyezték el. 1998-ban a Fő térhez közelebb újraállították. A Zichy-kastély déli szárnya és a mai Óbudai Gimnázium épülete közé szorult teret 1953-ban nevezték át Korvin Ottó térre.
A Szentendrei HÉV megállójához BKV 1972-ben buszvégállomás épült, amelynek következtében forgalmas közösségi közlekedési csomóponttá vált. 1950-1981 között a 33-as, 1984 óta az 1-es villamos megállója érinti a teret az Árpád híd felhajtóján.
Régi nevét a rendszerváltáskor, 1990-ben kapta vissza. A Szentháromság-szobrot 2000-ben építették vissza a tér megmaradt részén, az Óbudai Gimnáziummal szemben. 
Bár méretét tekintve kicsi, a teret körülölelő szinte összes megmaradt épület nevezetes. A már említett tömegközlekedési csomópont és a Szentháromság-szobor mellett itt található ugyanis az Óbudai Gimnázium, az Óbudai Múzeum és a Vasarely Múzeum is. Utóbbi kettő a műemlék Zichy-kastély szintén műemléki védettségű déli melléképületeiben kapott helyet.

## Megközelítés budapesti tömegközlekedéssel
- HÉV:   (Szentlélek tér)
- Villamos:  1, 1A
- Autóbusz:  29, 34, 106, 118, 134, 137, 218, 226, 237
- Éjszakai autóbusz:  901, 918

A H5-ös HÉV jövőbeli 5-ös metróvá fejlesztésével elérhetősége tovább fog bővülni.